# Ante Vukičević
Ante Vukičević (Zagreb, 24. veljače 1993.), hrvatski vaterpolist koji igra na poziciji lijevog vanjskog ili krila. Oduvijek je igrao za zagrebačku Mladost. Visok je 186.5 cm i težak 90 kg. 2011./12. postigao je 18 pogodaka u Jadranskoj ligi i 12 u Euroligi. Naredne sezone (2012./13.) bio je strijelac 41 pogotka u Jadranskoj ligi, 8 u hrvatskom prvenstvu i 3 u hrvatskom kupu. Na manjim turnirima nastupao je za reprezentaciju do 19 i do 20 godina. Bio je na širem popisu seniorske reprezentacije izbornika Ivice Tucka za MI i SP 2013, ali nije ušao u konačan sastav.
Prema izboru LEN-a, proglašen je četvrtim najboljim vaterpolistom u Europi 2019. godine.